# Galeriowiec przy ulicy Powstańców Śląskich 46-64 we Wrocławiu

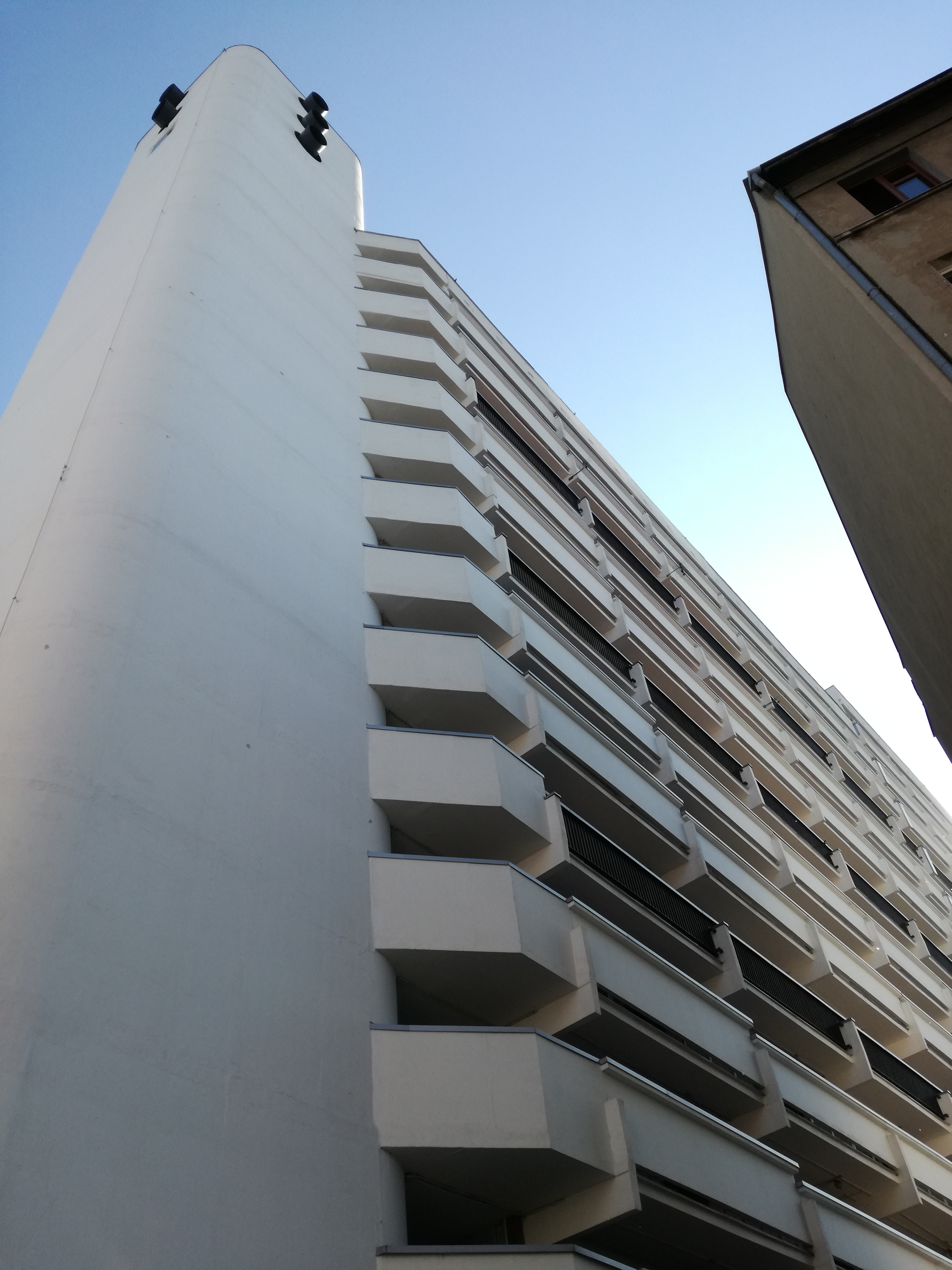
Wieża północna i galerie komunikacyjne

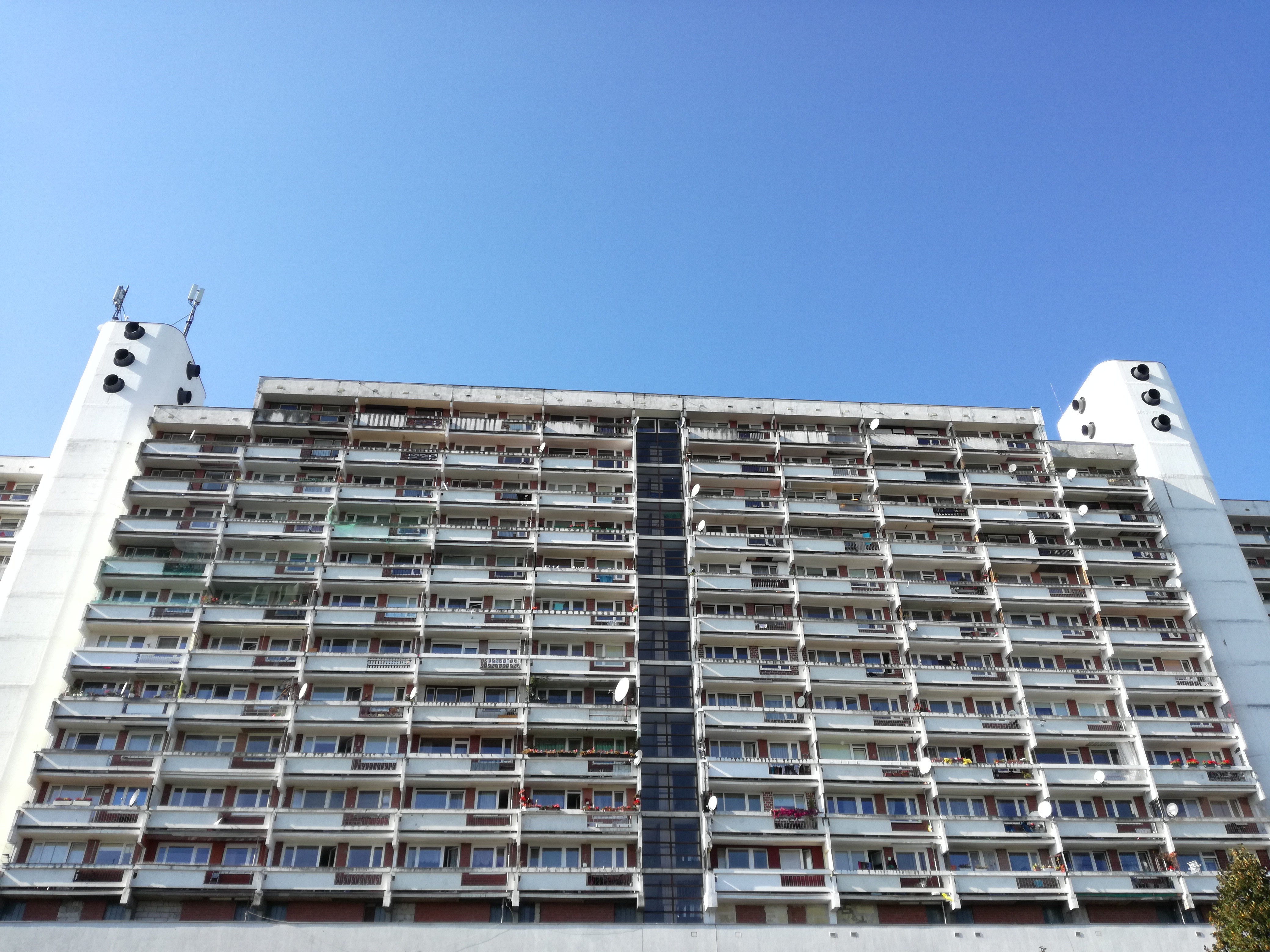
Elewacja wschodnia (tylna) części mieszkalnej

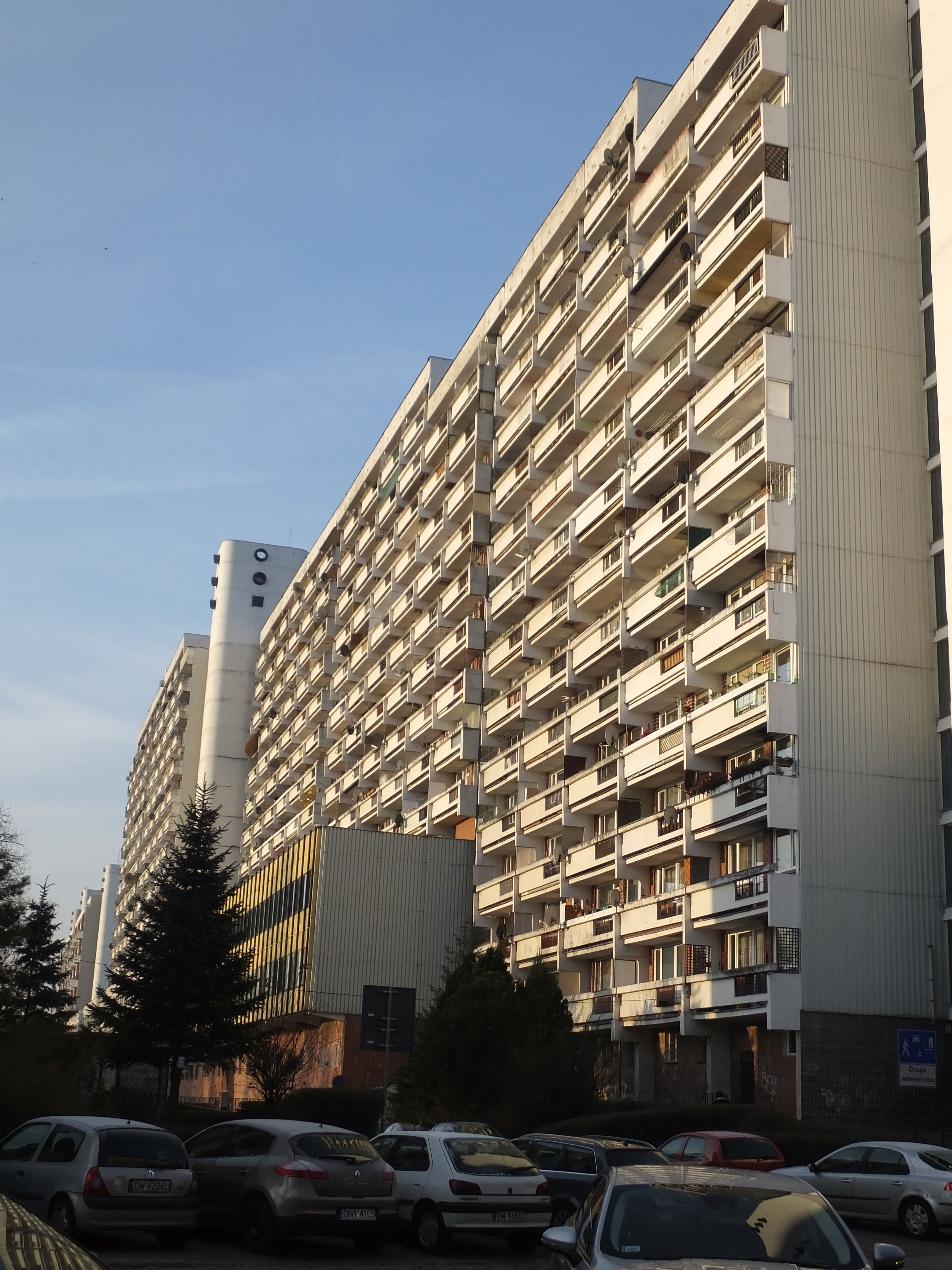
Elewacja wschodnia (tylna) z częścią usługową i przyziemiem

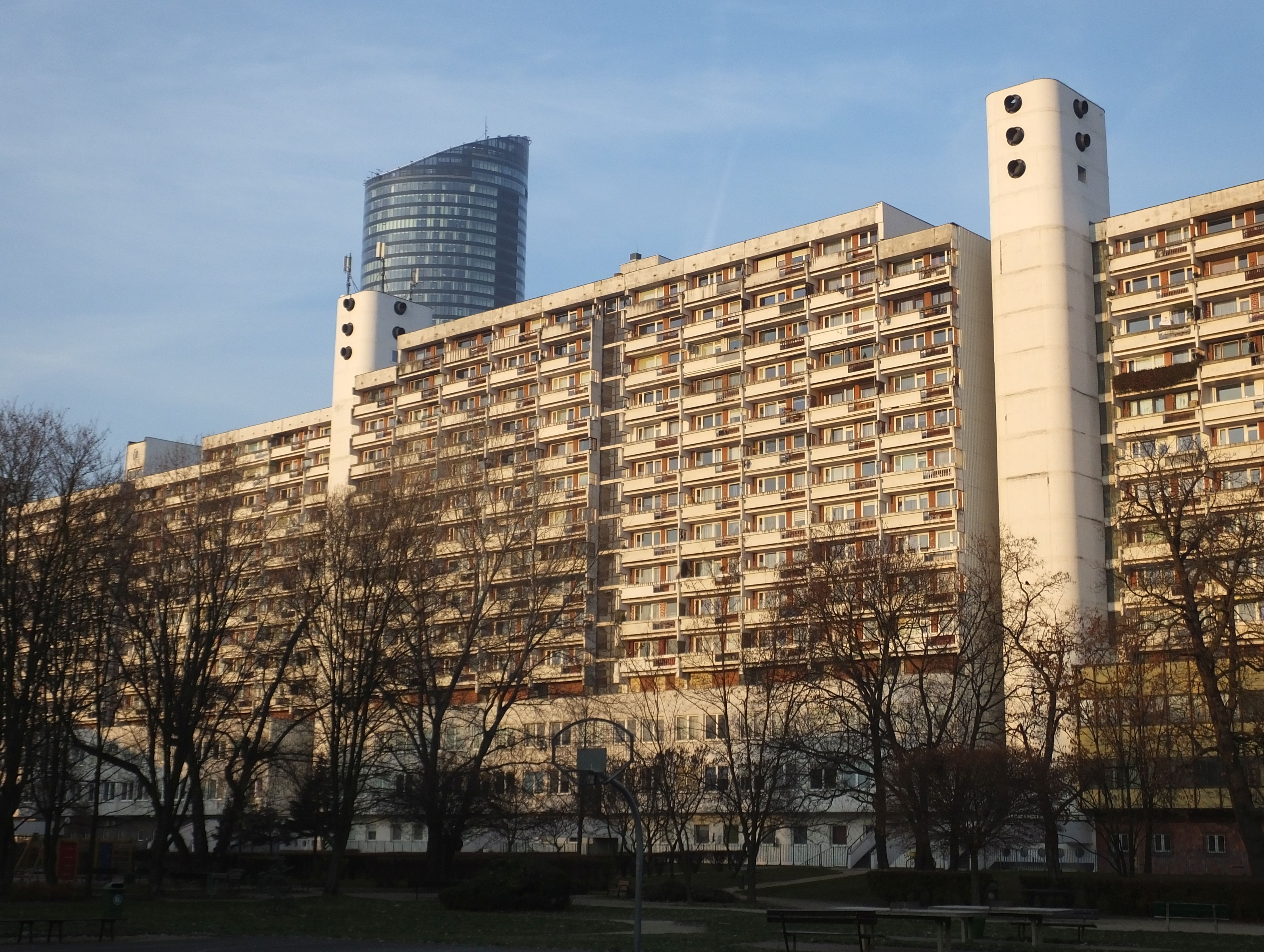
Elewacja wschodnia (tylna) z częścią usługową i przyziemiem, w tle Sky Tower

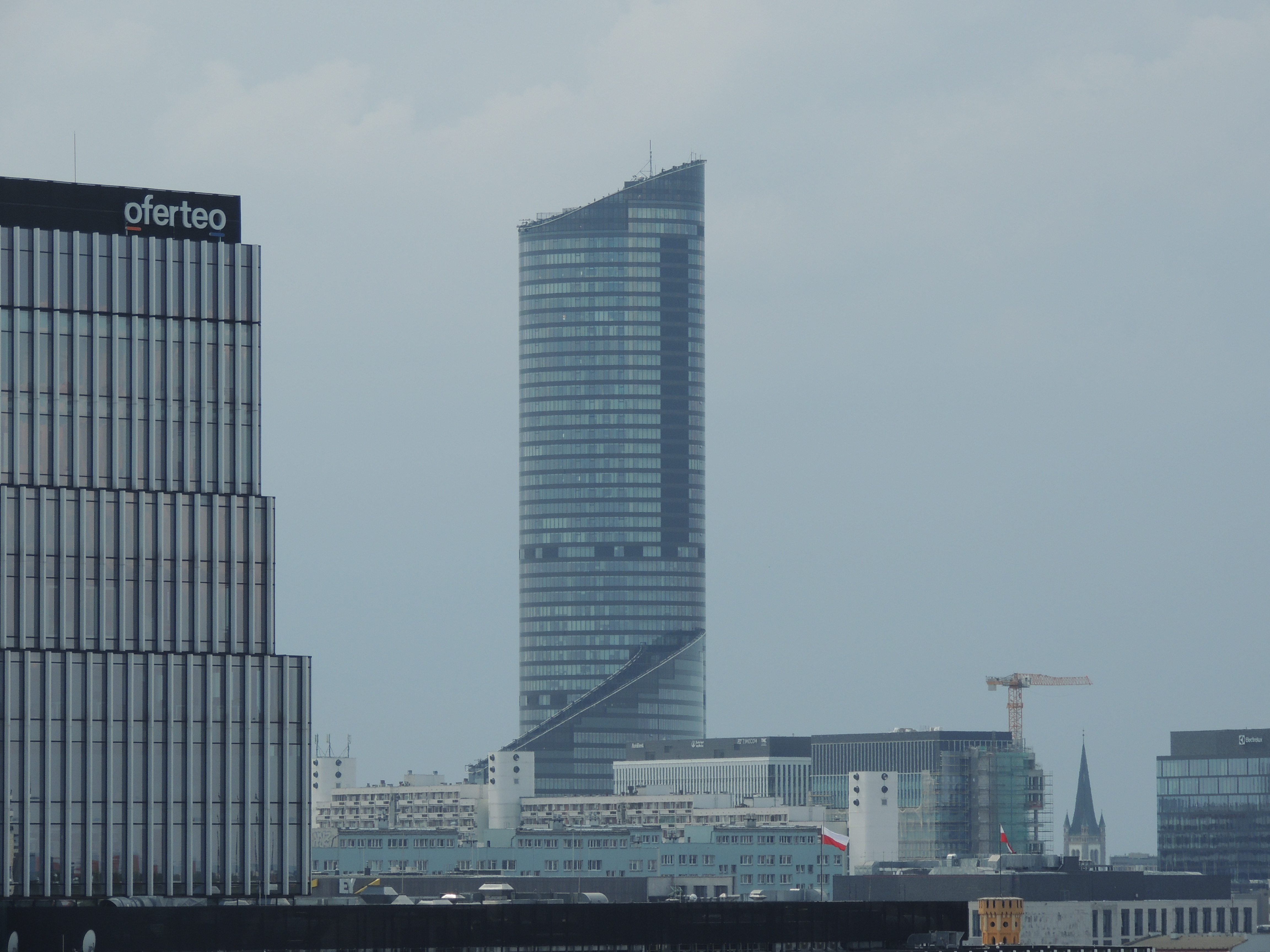
Po lewej Silver Tower Center, w tle Sky Tower i Centrum Południowe, górne kondygnacje galeriowca i bloków osiedla Barbara

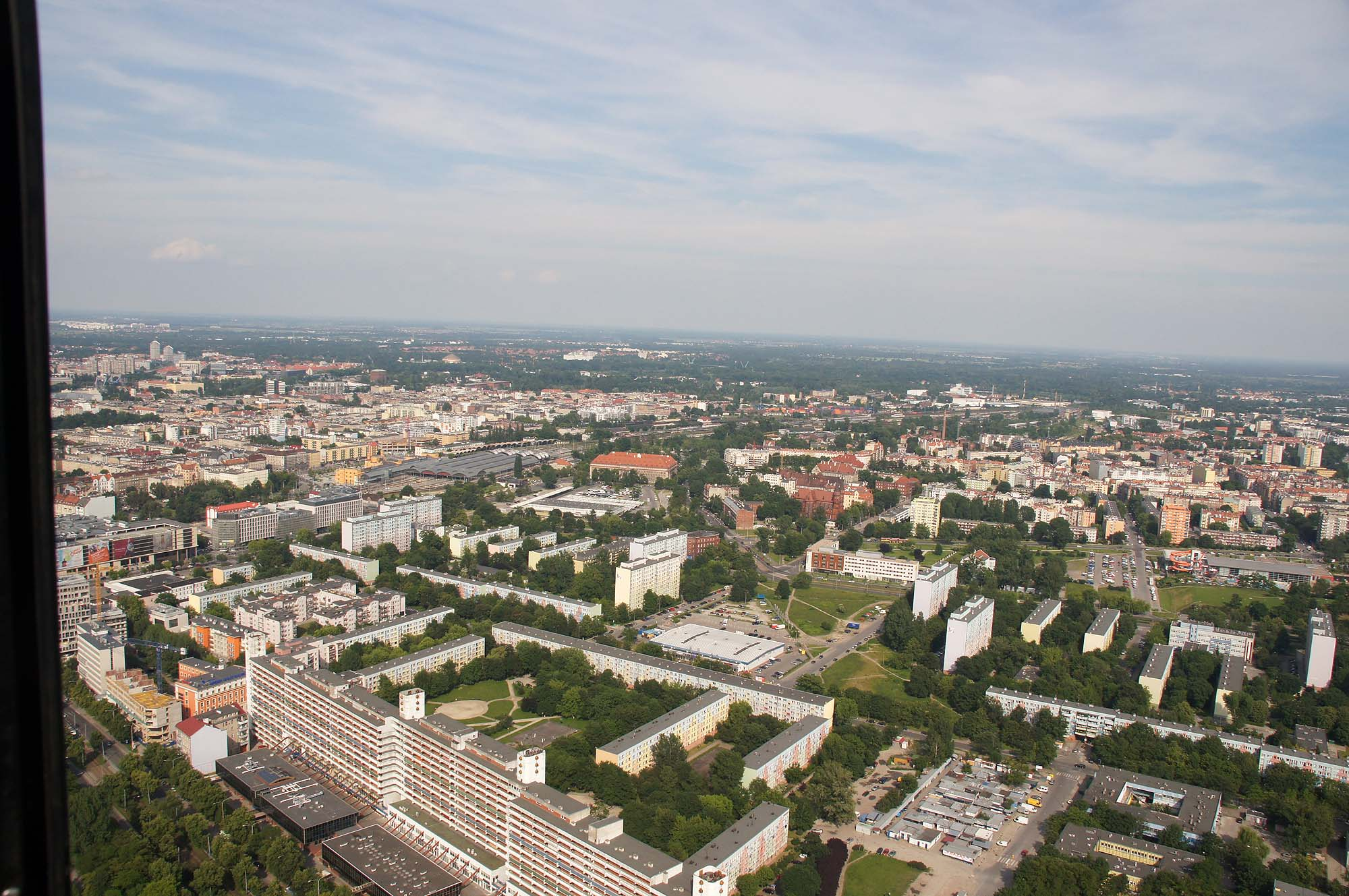
Widok ze Sky Tower, po lewej w dole galeriowiec, za nim osiedle Barbara i dalej inne części miasta

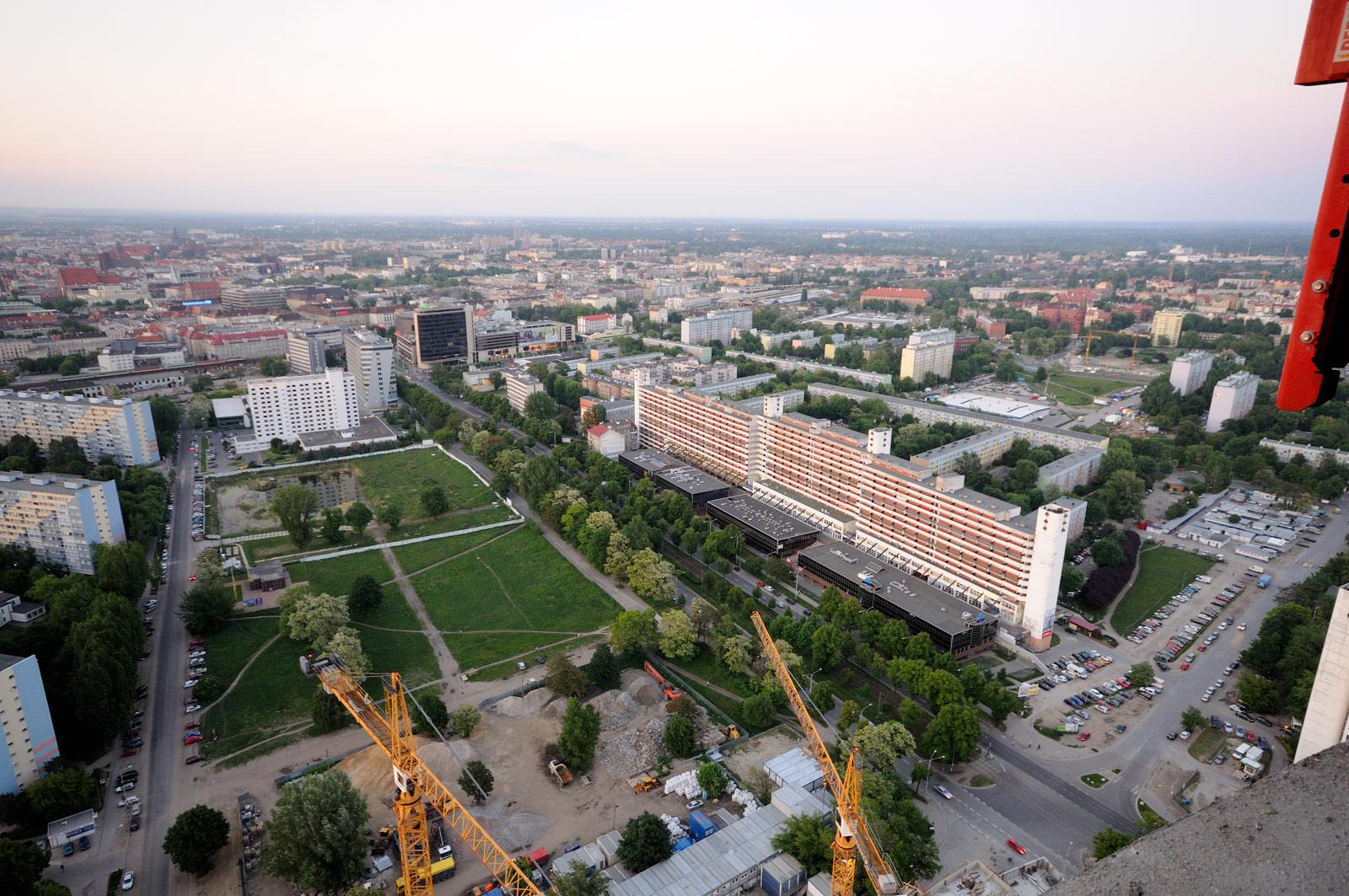
Widok ze Sky Tower, jeszcze przed budową Centrum Południowego

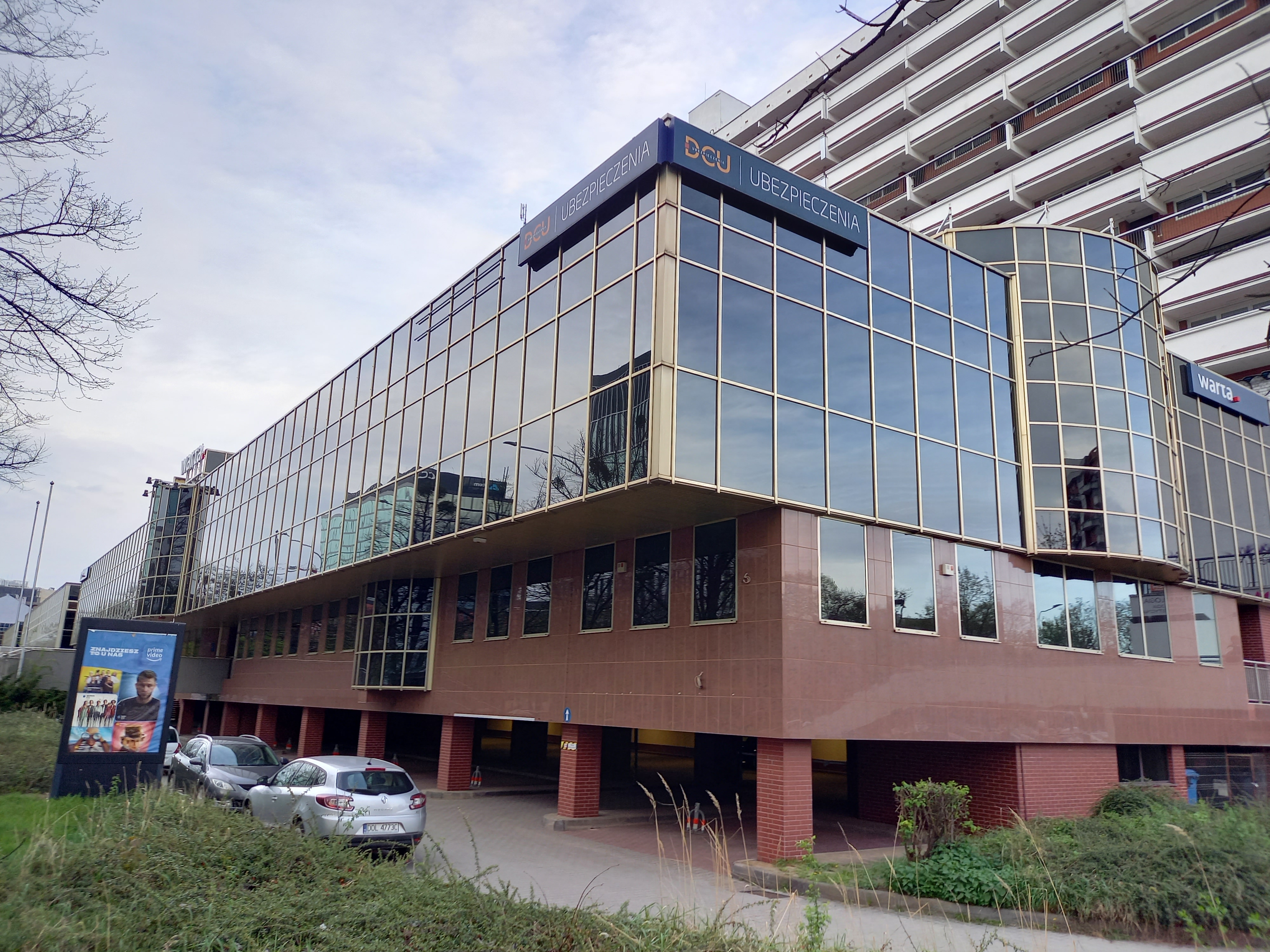
Pawilony użytkowe

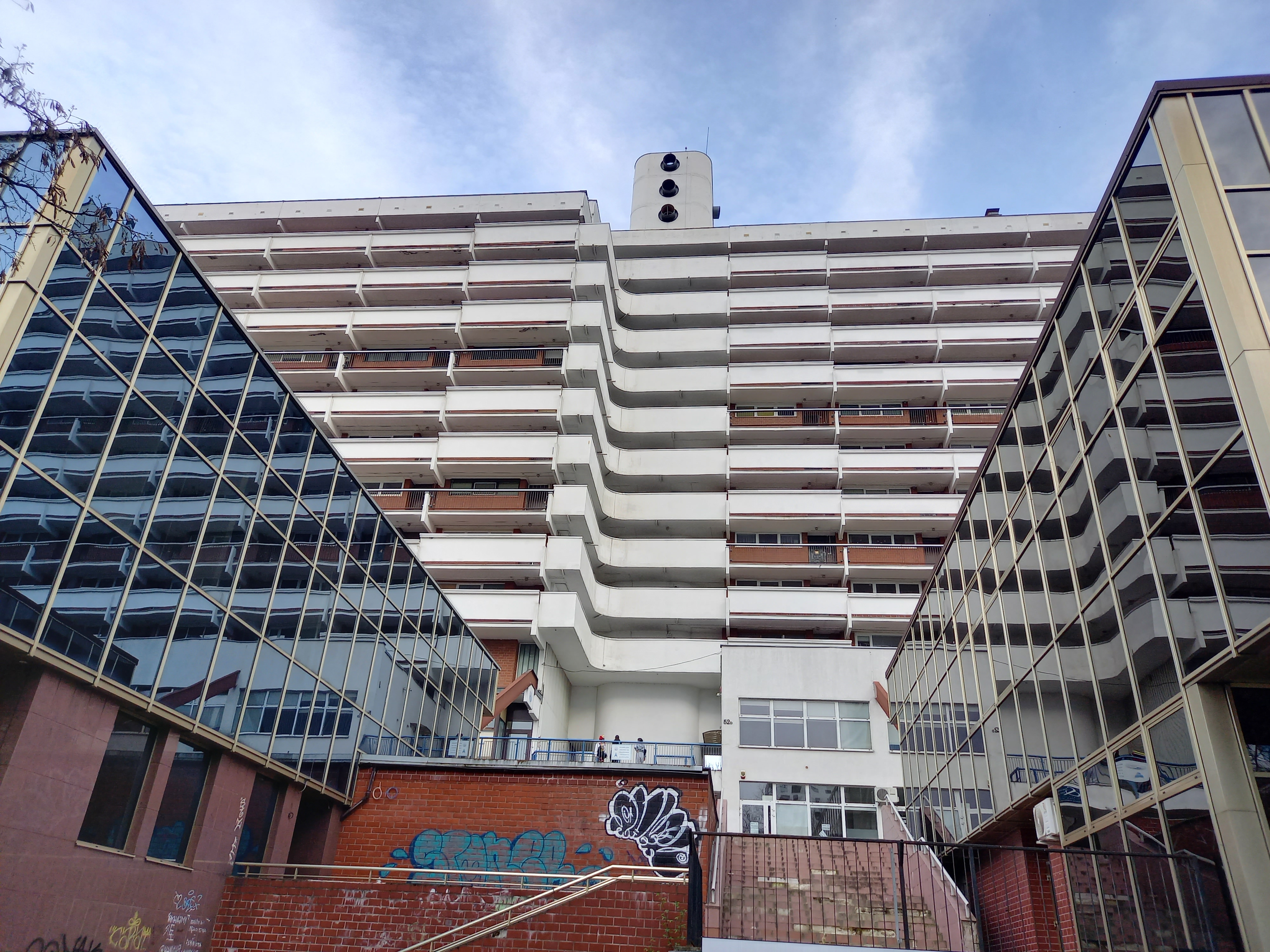
Elewacja zachodnia

Galeriowiec przy ulicy Powstańców Śląskich 46-64 (zwany Titaniciem) – budynek mieszalno-usługowy położony we Wrocławiu przy ulicy Powstańców Śląskich 46-64 w ramach wrocławskiego osiedla Powstańców Śląskich (Osiedle Południe). Ten obiekt został zbudowany jako jeden z trzech budynków stanowiących tak zwaną ścianę wschodnią ulicy Powstańców Śląskich. W części mieszkalnej jest budynkiem typu galeriowiec. Na dwóch pierwszych kondygnacjach zrealizowano część handlowo-usługową.

## Położenie i otoczenie
Budynek położony jest we Wrocławiu na osiedlu Powstańców Śląskich w dawnej dzielnicy Krzyki, w jednostce urbanistycznej Śródmieście Południowe. Adres zabudowy to ulica Powstańców Śląskich 46-64. Część miasta, w której leży budynek, zaliczana jest do obszarów wielkich osiedli blokowych, ze znacznym lub dużym stopniem wykorzystania terenu oraz z dużą lub średnią gęstością zaludnienia. Obszary takie charakteryzują się przejrzystym układem przestrzennym, czytelnym i zrozumiałym układem geometrycznym ulic oraz bogatym programem funkcjonalnym. Teren ten charakteryzuje się także wyjątkowo korzystnym dostępem do infrastruktury komunikacyjnej, a w bezpośrednim sąsiedztwie budynku znajdują się przystanki zarówno tramwajowe, jak i autobusowe dla linii komunikacyjnych w ramach wrocławskiej komunikacji miejskiej, zarówno dziennych, jak i nocnych.
Budynek położony jest w pierzei wschodniej ulicy, przy jej odcinku od ulicy Zaolziańskiej do ulicy Radosnej. Przy północnym krańcu sąsiaduje z zachowaną kamienicą historyczną ujętą w gminnej ewidencji zabytków położoną pod adresem ulica Zaolziańska 1. Naprzeciwko budynku po stronie zachodniej ulicy Powstańców Śląskich rozlokowana jest zabudowa tak zwanego Centrum Południowego, po w kierunku południowo-zachodnim Sky Tower. Z kolei po wschodniej stronie budynku znajduje się zabudowa osiedla Barbara, z zielenią międzyblokową stanowiącą obszar standardu zieleni. Osiedle Barbara powstało w ramach inwestycji polegającej na zabudowie południowej dzielnicy Wrocławia, tak zwanego osiedla Południe, realizowanego w latach 60. i 70. XX wieku. Dwa kolejne galeriowce tworzące ścianę wschodnią ulicy Powstańców Śląskich położone są przy tej ulicy w kierunku południowym. Bliższy położony jest między ulicą Radosną i Wielką (galeriowiec przy ulicy Powstańców Śląskich 82-94) oraz następny między ulicą Wielką a placem Powstańców Śląskich.

## Historia
Obszar tzw. Przedmieścia Południowego, w obrębie którego położony jest budynek, w dwudziestoleciu międzywojennym był jednym z najbardziej reprezentacyjnych, prestiżowych części miasta z najbogatszymi kamienicami i wyższym standardem zamieszkania. Osią całego założenia urbanistycznego była ulica Powstańców Śląskich. W wyniku działań wojennych prowadzonych podczas oblężenia Wrocławia w 1945 r., jakie miało miejsce pod koniec II wojny światowej, obszar ten uległ zniszczeniu, szacunkowo w około 90%.
W okresie Polskiej Rzeczypospolitej Ludowej (PRL) przystąpiono w latach 60. XX wieku do budowy Osiedla Południe. Kontynuowano ją jeszcze w latach 70. XX wieku, a pojedyncze inwestycje powstawały także w okresach późniejszych. Całe osiedle podzielone było na cztery części, przy czym teren na którym posadowiony jest budynek należał do osiedla Barbara. Osiedle zaprojektowano jako modernistyczne w całkowitym oderwaniu od historycznej zabudowy.
Jednym z trzech galeriowców tu zbudowanych jest budynek przy ulicy Powstańców Śląskich 46-64. Autorami projektu są Wacław Kamocki i Julian Łowiński. Projekt powstał w 1978 r. (lub w 1985 r.). Początek budowy miał miejsce w 1988 r. Został oddany od użytkowania w 1991 r. (lub jak podają niektóre źródła rok później – w 1992 r.).
W 2015 r. wykonano remont budynku. Obejmował on między innymi odnowienie galerii komunikacyjnych, malowanie elewacji i wymianę wind. W 2023 r. w budynku przeprowadzono remont elewacji.

## Nieruchomości i własność
Współcześnie według podziałów gruntów pierwotny obiekt podzielony jest na kilka nieruchomości gruntowych, a tym samym także w ewidencji gruntów i budynków zewidencjonowanych jest kilka budynków. Najwyższy budynek w tym zespole z częścią mieszkalną stanowi jedną nieruchomość. Działka gruntu na której jest posadowiony zajmuje 1.5604 ha. Pod względem klasoużytku sklasyfikowano ją jako B – tereny mieszkaniowe. Nieruchomość gruntowa stanowi współwłasność należącą do osób fizycznych i innych osób prawnych, ale zarządzana jest przez Spółdzielnię Mieszkaniową Południe. Natomiast powierzchnia zabudowy budynku wynosi 1.423 m². Według Klasyfikacji Środków Trwałych zaliczany jest do rodzaju m – budynki mieszkalne (110). Budynkowi temu przypisano identyfikator EGiB G5 026401_1.0022.AR_24.4/1.1_BUD, oraz identyfikator IIP: PL.PZGiK.112.EGiB A5B44E44-7797-459D-BB1F-E752A1081794. Budynek ma przypisane do ulicy Powstańców Śląskich następujące numery porządkowe: 46, 48, 50, 52, 52a, 52b, 52c, 54, 54b, 56, 56b, 56c, 56d, 56e, 58, 58a, 58b, 58c. Dwie dolne kondygnacje zajmują biura, siedziby różnych firm i lokale przeznaczone do świadczenia usług. W budynku tym przy ulicy Powstańców Śląskich 50 mieści się Urząd Pocztowy nr 15.
Ponadto w obrębie wyżej opisanej działki wydzielono trzy działki ewidencyjne z pawilonami usługowymi. Są to kolejno:
- numer 60: działka o powierzchni 0,1675 ha[44][45], klasoużytek: Bi – Inne tereny zabudowane[44], która stanowi własność gminy z ustanowionym prawem użytkowania wieczystego[45], z budynkiem o powierzchni zabudowy wynoszącej 1.117 m², rodzaj budynku według Klasyfikacji Środków Trwałych: h – budynki handlowo-usługowe (103)[46]
- numer 62: działka o powierzchni 0,1145 ha[47][48], klasoużytek: Bi – Inne tereny zabudowane[49], która stanowi własność Skarbu Państwa w zarządzie, użytkowaniu[48], z budynkiem o powierzchni zabudowy wynoszącej 1.1747 m², rodzaj budynku według Klasyfikacji Środków Trwałych: b – budynki biurowe (105)[50], w budynku tym mieści się Kasa Rolniczego Ubezpieczenia Społecznego KRUS Oddział Regionalny[51][52]
- numer 64: działka o powierzchni 0,1669 ha[53][54], klasoużytek: B – Tereny mieszkaniowe[53], która stanowi własność gminy z ustanowionym prawem użytkowania wieczystego[54], z budynkiem o powierzchni zabudowy wynoszącej 1.580 m², rodzaj budynku według Klasyfikacji Środków Trwałych: h – budynki handlowo-usługowe (103)[55].

## Architektura
W różnych publikacjach publicystycznych podawana jest liczba pięter budynku jako 16 (tj. 17 kondygnacji nadziemnych). Jednak w ewidencji gruntów i budynków liczba kondygnacji budynku mieszkalnego określona jest na 14. Jego wysokość zaś określa się na około 60 m – wysokość strukturalna (około 59 m). Główną funkcję obiektu jest mieszkalnictwo, a długość budynku z częścią mieszkalną na biską 300 m. Budynek został ukształtowany jako wieloklatkowy wieżowiec w układzie galeriowca, to znaczy budynku, w który wejścia do mieszkań prowadzą z otwartej galerii komunikacyjnej. Może w nim mieszkać nawet 2,5 tysiąca osób.
Charakterystycznym elementem budynku są cztery wieże wyraźnie wyodrębniające się i dominujące w bryle budynku mieszkalnego, w których mieszczą się pionowe ciągi komunikacyjne, kontrastujące z poziomymi podziałami fasady wynikającymi z ukształtowania galerii komunikacyjnych. Duża część elewacji pomalowana jest na kolor biały.
Wewnętrzna architektura jednak odstaje od współczesnych standardów i wielu mieszkańców podnosi zarzut dotyczący niewygodnych, ciasnych mieszkań, niefunkcjonalnych galerii, ciągłego hałasu i niskiego komfortu.
Między mieszkalnym wieżowcem a pawilonami usytuowano trakt komunikacyjny długości ponad 200 m i szerokości około 10 m. Wysokość budynków handlowo-usługowych i biurowego liczba kondygnacji określona jest na dwie.

## Odbiór
W odniesieniu do tego budynku, ze względu na jego architekturę, bywa stosowane określenie, nazwa potoczna – „Titanic”. Inne określenia to między innymi „niezatapialny Titanik” czy „zagubiony transatlantyk”. Niezależnie od tego spotyka się też określenie „Galeriowiec”. Wynika z to z faktu zewnętrznego ukształtowania budynku w formie przypominającej statek lub prom wycieczkowy. Taki bowiem był zamysł projektanta, który chciał nawiązać do wyglądu dużego pasażerskiego statku (liniowca pasażerskiego). Zamysł taki wynikał, jak stwierdza sam autor projektu (jeden z autorów), z jego pasji do wszystkiego co pływa. Ponadto charakterystyczne cztery wieże wyodrębnione w bryle budynku przywodzą na myśl skojarzenie z czterema kominami historycznego statku Titanic. Wielkość natomiast projektu sprawia, że jest równocześnie określany jako jeden z największych „molochów” w mieście. To sprawia, iż jest obiektem którego nie da się nie zauważyć, przy czym nie tylko ze względu na wielkość, ale także jako obiekt charakterystyczny pod względem architektonicznym. Ocena samego budynku jest bardzo zróżnicowana. Od pozytywnej, szczególnie w zakresie konstrukcji, do negatywnych wynikających według tych opinii z zaburzania krajobrazu, ale także architektura powodująca nazywanie budynku „maszkaronem”. Pojawiają się głosy z postulatami wyburzenia budynku. Ze względu na wielkość budynku mówi się o nim „gigant”. Niezależnie od tego w którą stronę kieruje się opinia, jest to niewątpliwie budynek wobec którego trudno pozostać obojętnym, gdyż wzbudza spore emocje, choć największe zainteresowanie i zachwyt wzbudzał w okresie zakończenia budowy, a z czasem jego blask przygasł. Wskazuje się jednak, że niezależnie od swoich wad i zalet budynek przesłania brzydkie blokowiska.
Bardzo mocne, skrajne głosy krytyczne wobec budynku wskazują na takie mankamenty jak: przeskalowanie niektórych elementów np. pasażu z którego korzysta stosunkowo niewiele osób przy dużym koszcie utrzymania, monumentalizm, gigantyzm, demiurgiczność, brak czytelności układu komunikacyjnego – betonowy labirynt, niedoświetlone światłem dziennym przejścia i klatki schodowe – jest ciemno i straszno oraz z tym związane – betonowe, pionowe sarkofagi bez drzwi i okien mające być w zamyśle architekta klatkami schodowymi, mroczne tunele przyziemi, w których czai się mnóstwo „niespodzianek” oraz wiele „wynikowych” ślepych zaułków, służących dziś za dzikie toalety lub wysypiska odpadów, antyhumanitaryzm, degeneracja końca modernizmu i inne, które prowadzą autora tej krytyki do takich między innymi wniosków jak: nieudana próba połączenia modernistycznej architektury z wielofunkcyjnością naturalnej miejskości, anty-ludzka makabra, makabryczny mutant modernizmu, najdroższy w utrzymaniu i jednocześnie najbardziej beznadziejny. Autor tej chyba jednej z najskrajniejszych opinii krytycznych stawia zarzut, że autorom projektu zabrakło wyobraźni lub wiedzy o zachowaniach ludzi i psychologii środowiskowej.
Przed uchwaleniem studium uwarunkowań i kierunków zagospodarowania przestrzennego dla miasta Wrocławia z 2018 r. podczas prac i analiz dotyczących jakie obiekty uznać za dobra kultury współczesnej ten budynek był jedną z propozycji, która nie została jednak uwzględniona, przez co galeriowiec nie znalazł się na wrocławskiej liście takich dóbr.
Ten konkretny galeriowiec również jest wyraźnym elementem charakterystycznym, szczególnym, stanowiącym dominantę. Pełni rolę pielęgnacji lokalnego dziedzictwa, a także wzmacnia cechy reprezentacyjności galeriowców wzdłuż ulicy Powstańców Śląskich, charakterystycznych w skali osiedla i miasta. Uznaje się go za predysponowanego do objęcia ochroną jako zabytku. Obiekt kreuje obszar standardu usług z ofertą usług podstawowych oraz przestrzenią dla gastronomii.